# أسد أباد (نائين)
أسد أباد هي قرية في مقاطعة نائين، إيران. عدد سكان هذه القرية هو 75 في سنة 2006.